# Перейра, Тельяна
Тельяна Сантус Перейра (порт. Teliana Santos Pereira; родилась 20 июля 1988 года в Сантане-ду-Ипанеме, Бразилия) — бразильская профессиональная теннисистка; победительница двух турниров WTA в одиночном разряде.

## Общая информация
Тельяна — одна из семи детей Хосе и Марии Перейры; у неё есть три брата и три сестры.
Все дети семейства играют в теннис, Тельяна в теннисе с девяти лет; любимое покрытие — грунт. Ныне её вместе с младшим братом Хосе тренирует старший брат Ренато.
Во время игры бразильянка предпочитает совершать быстрые контратакующие действия из любой точки корта. Данная манера игры в какой-то момент привела к проблемам с коленями, из-за чего Тельяна в 2009-10 годах не играла тринадцать месяцев, сделав пару операций.

## Спортивная карьера
Профессиональную карьеру Тельяна начала в 2003 году. Первые победы на турнирах из цикла ITF она одерживает в 2006 году. В апреле 2007 года Перейра впервые выступила за сборную Бразилии в отборочных матчах Кубка Федерации. В мае 2012 года она впервые сыграла в основных соревнованиях WTA-тура, приняв участие в парном розыгрыше турнира в Страсбурге совместно с Александриной Найденовой. К концу 2012 года в активе бразильянки было 16 одиночных и ещё 10 парных трофеев, добытых на турнирах ITF. В феврале 2013 года она смогла дебютировать в WTA-туре и в одиночках. Произошло это на турнире в Боготе, где Тельяна, начав с квалификации, смогла по итогу выйти в полуфинал. К концу сентября того же года Перейра впервые вошла в первую сотню мирового рейтинга.
В январе 2014 года Тельяна впервые приняла участие в основной сетке турнира серии Большого шлема, выступив на Открытом чемпионате Австралии. В первом раунде она уступила россиянке Анастасие Павлюченковой. В феврале в родной Бразилии Перейра вышла в полуфинал турнира на грунте в Рио-де-Жанейро. В мае на Открытом чемпионате Франции она вышла во второй раунд. Уимблдонский турнир закончился для бразильянки поражением в первом раунде от третьей ракетки мира Симоны Халеп. На Открытом чемпионате США, как и в начале сезона в Австралии, Перейра проигрывает на старте Павлюченковой.
В апреле 2015 года Перейра, находясь в рейтинге только на 130-м месте, неожиданно завоевала свой дебютный титул. Произошло это событие на турнире в Боготе, где Тельяна смогла переиграть Франческу Скьявоне, Мэнди Минеллу, Лурдес Домингес Лино, Элину Свитолину и в финале представительницу Казахстана Ярославу Шведову. Этот успех позволил ей подняться на 51 строчку вверх и занять 81-е место рейтинга. В мае она пробилась через квалификационный отбор на Открытый чемпионат Франции и проиграла во втором раунде № 9 в мире на тот момент Екатерине Макаровой. На Уимблдоне 2015 года она проигрывает в первом же раунде. В июле Перейра добилась ещё одного титула, выиграв турнир во Флорианополисе. По ходу турнира ей противостояли соперницы из второй сотни рейтинга и лишь в финале она сразилась с 68-й в мире Анникой Бек, победив её со счётом 6-4, 4-6, 6-1. На Открытом чемпионате США в первом раунде Перейра проигрывает Екатерине Макаровой. Сезон 2015 года она завершила в Топ-50, заняв 45-е место.
В сезоне 2016 года результаты Перейры пошли на спад. За весь сезон она не смогла пройти на турнирах дальше второго раунда. В августе Тельяна приняла участие в первых для себя Олимпийских играх, которые проходили у неё на родине в Рио-де-Жанейро. В одиночном и женском парном турнире она выбыла уже в первом раунде, а в соревнованиях смешанных пар смогла выиграть вместе с Марсело Мело один матч и вышла в четвертьфинал.

## Рейтинг на конец года
| Год  | Одиночный рейтинг | Парный рейтинг |
| 2016 | 206               | 1 061          |
| 2015 | 45                | 313            |
| 2014 | 106               | 322            |
| 2013 | 90                | 139            |
| 2012 | 175               | 170            |
| 2011 | 339               | 384            |
| 2010 | 540               |                |
| 2008 | 393               | 291            |
| 2007 | 213               | 290            |
| 2006 | 604               | 679            |
| 2005 | 884               | 795            |
| 2004 | 936               | 729            |

## Выступления на турнирах

### Финалы турнировWTAв одиночном разряде (2)

#### Победы (2)
| Легенда:                    |
| --------------------------- |
| Турниры Большого Шлема (0)  |
| Олимпиада (0)               |
| Итоговый чемпионат года (0) |
| Premier Mandatory (0)       |
| Premier 5 (0)               |
| Premier (0)                 |
| International (2)           |

| Титулы по покрытиям | Титулы по месту проведения матчей турнира |
| ------------------- | ----------------------------------------- |
| Хард (0)            | Зал (0)                                   |
| Грунт (2)           | Зал (0)                                   |
| Трава (0)           | Открытый воздух (2)                       |
| Ковёр (0)           | Открытый воздух (2)                       |

| №  | Дата           | Турнир                  | Покрытие | Соперница в финале | Счёт        |
| 1. | 19 апреля 2015 | Богота, Колумбия        | Грунт    | Ярослава Шведова   | 7-6(2) 6-1  |
| 2. | 1 августа 2015 | Флорианополис, Бразилия | Грунт    | Анника Бек         | 6-4 4-6 6-1 |

### Финалы турнировWTA 125иITFв одиночном разряде (30)

#### Победы (22)
| Легенда:          |
| ----------------- |
| WTA 125 (0)       |
| 100.000 USD (0)   |
| 75.000 USD (0)    |
| 50.000 USD (1)    |
| 25.000 USD (11+4) |
| 10.000 USD (10+6) |

| Титулы по покрытиям | Титулы по месту проведения матчей турнира |
| ------------------- | ----------------------------------------- |
| Хард (2+1)          | Зал (1+2)                                 |
| Грунт (20+9)        | Зал (1+2)                                 |
| Трава (0)           | Открытый воздух (21+8)                    |
| Ковёр (0)           | Открытый воздух (21+8)                    |

| №   | Дата             | Турнир                           | Покрытие | Соперница в финале      | Счёт              |
| 1.  | 8 октября 2006   | Сан-Мигель-де-Тукуман, Аргентина | Грунт    | Вивиан Сеньини          | 6-2 6-1           |
| 2.  | 21 октября 2006  | Сантьяго, Чили                   | Грунт    | Майлен Ору              | 4-6 6-2 6-3       |
| 3.  | 11 ноября 2006   | Итажаи, Бразилия                 | Грунт    | Вероника Спигель        | 4-6 6-1 6-1       |
| 4.  | 18 марта 2007    | Афины, Греция                    | Грунт    | Виолетта Юк             | 6-2 6-1           |
| 5.  | 25 марта 2007    | Амьен, Франция                   | Грунт(i) | Одри Берго              | 7-5 3-6 6-1       |
| 6.  | 31 марта 2007    | Фоджа, Италия                    | Грунт    | Ребека Боу-Ногейро      | 6-4 6-3           |
| 7.  | 5 августа 2007   | Кампус-ду-Жордау, Бразилия       | Хард     | Мария-Фернанда Алвес    | 6-4 6-2           |
| 8.  | 19 августа 2007  | Богота, Колумбия                 | Грунт    | Фредерика Пиедаде       | 7-6(2) 6-2        |
| 9.  | 6 декабря 2008   | Буэнос-Айрес, Аргентина          | Грунт    | Эмилия Йорио            | 6-2 6-1           |
| 10. | 2 октября 2010   | Аружа, Бразилия                  | Грунт    | Ванеса Фурланетто       | 4-6 6-4 6-1       |
| 11. | 10 октября 2010  | Лондрина, Бразилия               | Грунт    | Вероника Сепеде Роиг    | 6-4 6-0           |
| 12. | 20 марта 2011    | Метепек, Мексика                 | Хард     | Аманда Финк             | 6-4 6-4           |
| 13. | 3 июля 2011      | Денен, Франция                   | Грунт    | Валентина Ивахненко     | 6-4 6-3           |
| 14. | 12 мая 2012      | Росарио, Аргентина               | Грунт    | Майлен Ору              | 7-5 7-6(5)        |
| 15. | 20 октября 2012  | Севилья, Испания                 | Грунт    | Эстрелья Кабеса-Кандела | 4-6 7-6(3) 7-6(5) |
| 16. | 3 ноября 2012    | Буэнос-Айрес, Аргентина          | Грунт    | Аманда Каррерас         | 6-1 6-2           |
| 17. | 29 июня 2013     | Перигё, Франция                  | Грунт    | Даниэла Сегель          | 6-1 6-4           |
| 18. | 7 июля 2013      | Денен, Франция                   | Грунт    | Альберта Брианти        | 6-4 7-5           |
| 19. | 15 сентября 2013 | Мон-де-Марсан, Франция           | Грунт    | Полин Пармантье         | 6-1 6-4           |
| 20. | 22 сентября 2013 | Сен-Мало, Франция                | Грунт    | Полин Пармантье         | 6-2 6-1           |
| 21. | 28 сентября 2013 | Севилья, Испания                 | Грунт    | Флоренсия Молинеро      | 7-6(5) 6-3        |
| 22. | 12 апреля 2015   | Медельин, Колумбия               | Грунт    | Вероника Сепеде Роиг    | 7-6(6) 6-1        |

#### Поражения (8)
| №  | Дата             | Турнир                      | Покрытие | Соперница в финале | Счёт           |
| 1. | 15 октября 2006  | Кордова, Аргентина          | Грунт    | Ванеса Фурланетто  | 6-1 1-6 5-7    |
| 2. | 26 ноября 2006   | Кордова, Аргентина          | Грунт    | Янина Викмайер     | 1-6 7-6(4) 0-6 |
| 3. | 27 мая 2007      | Вена, Австрия               | Грунт    | Дарья Юрак         | 1-6 6-1 2-6    |
| 4. | 28 апреля 2012   | Каракас, Венесуэла          | Хард     | Адриана Перес      | 1-6 1-6        |
| 5. | 3 июня 2012      | Марибор, Словения           | Грунт    | Анна-Лена Фридзам  | 6-2 6-7(1) 2-6 |
| 6. | 16 сентября 2012 | Мон-де-Марсан, Франция      | Грунт    | Тимея Бачински     | 2-6 6-3 2-6    |
| 7. | 13 июля 2014     | Биарриц, Франция            | Грунт    | Кайя Канепи        | 2-6 4-6        |
| 8. | 7 сентября 2014  | Алфен-ан-ден-Рейн, Бразилия | Грунт    | Дениса Аллертова   | 3-6 — отказ    |

### Финалы турнировWTA 125иITFв парном разряде (23)

#### Победы (10)
| №   | Дата           | Турнир                     | Покрытие | Партнёрша             | Соперницы в финале                      | Счёт              |
| 1.  | 11 ноября 2006 | Итажаи, Бразилия           | Грунт    | Янина Викмайер        | Фернанда Эрменежильду Моника Коханова   | 6-3 6-3           |
| 2.  | 25 ноября 2006 | Кордова, Аргентина         | Грунт    | Янина Викмайер        | Флоренсия Молинеро Вероника Спигель     | 7-5 6-4           |
| 3.  | 25 марта 2007  | Амьен, Франция             | Грунт(i) | Маркелла Кук          | Моника Краузе Анна Савицкая             | 6-1 6-0           |
| 4.  | 27 мая 2007    | Вена, Австрия              | Грунт    | Никола Хофманова      | Катарина Полякова Зузана Злохова        | 7-6(1) 6-3        |
| 5.  | 25 ноября 2007 | Синтра, Португалия         | Грунт(i) | Николь Клерико        | Жоана Кортес Роксана Вайсемберг         | 6-4 6-2           |
| 6.  | 29 ноября 2008 | Буэнос-Айрес, Аргентина    | Грунт    | Фернанда Эрменежильду | Татьяна Буа Мария Иригойен              | 6-3 6-2           |
| 7.  | 3 июля 2011    | Денен, Франция             | Грунт    | Вероника Сепеде Роиг  | Селин Гескир Эликсан Лешемия            | 6-1 6-1           |
| 8.  | 31 июля 2011   | Кампус-ду-Жордау, Бразилия | Хард     | Фернанда Эрменежильду | Мария-Фернанда Алвес Роксана Вайсемберг | 3-6 7-6(5) [11-9] |
| 9.  | 13 апреля 2012 | Помеция, Италия            | Грунт    | Бьянка Ботто          | Бенедетта Давато Анна Шефер             | 7-6(3) 6-2        |
| 10. | 12 мая 2012    | Росарио, Аргентина         | Грунт    | Николь Роттманн       | Вероника Сепеде Роиг Лусиана Сарменти   | 6-2 7-5           |

#### Поражения (13)
| №   | Дата             | Турнир                        | Покрытие | Партнёрша              | Соперницы в финале                     | Счёт              |
| 1.  | 8 июля 2007      | Мон-де-Марсан, Франция        | Грунт    | Жоана Кортес           | Нина Братчикова Неуза Сильва           | 3-6 6-7(3)        |
| 2.  | 19 августа 2007  | Богота, Колумбия              | Грунт    | Ана-Клара Дуарте       | Жоана Кортес Роксана Вайсемберг        | 7-5 4-6 4-6       |
| 3.  | 13 сентября 2007 | София, Болгария               | Грунт    | Жоана Кортес           | Михаэла Бузарнеску Магдалена Кищинская | 4-6 7-6(2) [4-10] |
| 4.  | 10 ноября 2007   | Джуния, Ливан                 | Грунт    | Николь Клерико         | Ольга Брозда Мария Кондратьева         | 3-6 1-6           |
| 5.  | 27 марта 2011    | Поса-Рика-де-Идальго, Мексика | Хард     | Фернанда Эрменежильду  | Макол Харкинс Николь Роттманн          | 2-6 4-6           |
| 6.  | 10 декабря 2011  | Буэнос-Айрес, Аргентина       | Грунт    | Вивиан Сеньини         | Майлен Ору Мария Иригойен              | 1-6 3-6           |
| 7.  | 10 июня 2012     | Злин, Чехия                   | Грунт    | Вероника Сепеде Роиг   | Елица Костова Ясмина Тинич             | 6-4 1-6 [8-10]    |
| 8.  | 14 сентября 2012 | Мон-де-Марсан, Франция        | Грунт    | Александрина Найденова | Тимея Бачински Михаэла Бузарнеску      | 4-6 1-6           |
| 9.  | 23 сентября 2012 | Сен-Мало, Франция             | Грунт    | Александрина Найденова | Пемра Озген Алёна Сотникова            | 4-6 6-7(6)        |
| 10. | 20 октября 2012  | Севилья, Испания              | Грунт    | Александрина Найденова | Паула Каня Катажина Питер              | 7-5 4-6 [6-10]    |
| 11. | 16 февраля 2013  | Кали, Колумбия                | Грунт    | Флоренсия Молинеро     | Каталина Кастаньо Мариана Дуке-Мариньо | 6-3 1-6 [5-10]    |
| 12. | 12 мая 2013      | Кань-сюр-Мер, Франция         | Грунт    | Каталина Кастаньо      | Ваня Кинг Аранча Рус                   | 6-4 5-7 [8-10]    |
| 13. | 13 июля 2013     | Биарриц, Франция              | Грунт    | Лурдес Домингес Лино   | Флоренсия Молинеро Штефани Фогт        | 2-6 2-6           |